# 마마두 바가요코
마마두 바가요코(프랑스어: Mamadou Bagayoko, 1989년 12월 31일 ~ )는 코트디부아르의 축구 선수로 포지션은 라이트 백이다. 현재 몰타 프리미어리그의 하이버니언스 FC에서 뛰고 있다.

## 구단 경력
코트디부아르 아비장에서 태어난 바가요코는 코트디부아르의 클럽인 아프리카 스포르에서 선수 생활을 시작했다. 2008년 여름, 그는 ŠK 슬로반 브라티슬라바로 이적하며 유럽 무대를 밟았다. 2009년 1월, 그는 FC 페트르잘카로 임대되어 슬로바키아 수페르리가에서 7경기를 뛰었다.
2009년 6월, 바가요코는 슬로반 브라티슬라바로 복귀하였다. 그는 2009년 8월 2일, FC VSS 코시체와의 경기에서 마르틴 도브롯카와 교체되어 들어가 첫 경기를 치뤘다. 2010년 7월 24일, 그는 2-2로 비긴 MŠK 질리나와의 경기에서 첫 골을 기록하였다.
2019년 1월, 그는 KV 메헬렌에서 레드 스타 FC로 시즌이 끝날 때까지 임대되었다. 메헬렌으로 돌아온 2019-20 시즌 동안, 바가요코는 1군 선수단의 일원이 아니었고, 시즌 내내 리저브 팀에서만 뛰었다. 시즌이 끝날 때, 그는 2021년까지 뛰었음에도 불구하고 계약이 해지되었다.

## 국가대표팀 경력
바가요코는 2008년 하계 올림픽에 국가 대표로 참가했으며 툴롱 대회 2007년부터 2008년까지 U-21 대표팀에서 뛰었다. 그는 2015년 시에라리온과의 0-0 경기에서 코트디부아르 국가대표팀 데뷔 전을 치렀다.